# ماثيو ريان (مغني)
ماثيو ريان (بالإنجليزية: Matthew Ryan)‏ هو مغني ومغن مؤلف أمريكي، ولد في 7 نوفمبر 1971 في تشيستر في الولايات المتحدة.

## وصلات خارجية
- الموقع الرسمي
- ماثيو ريان على موقع ميوزك برينز (الإنجليزية)
- ماثيو ريان على موقع ديسكوغز (الإنجليزية)